# Robert Titze

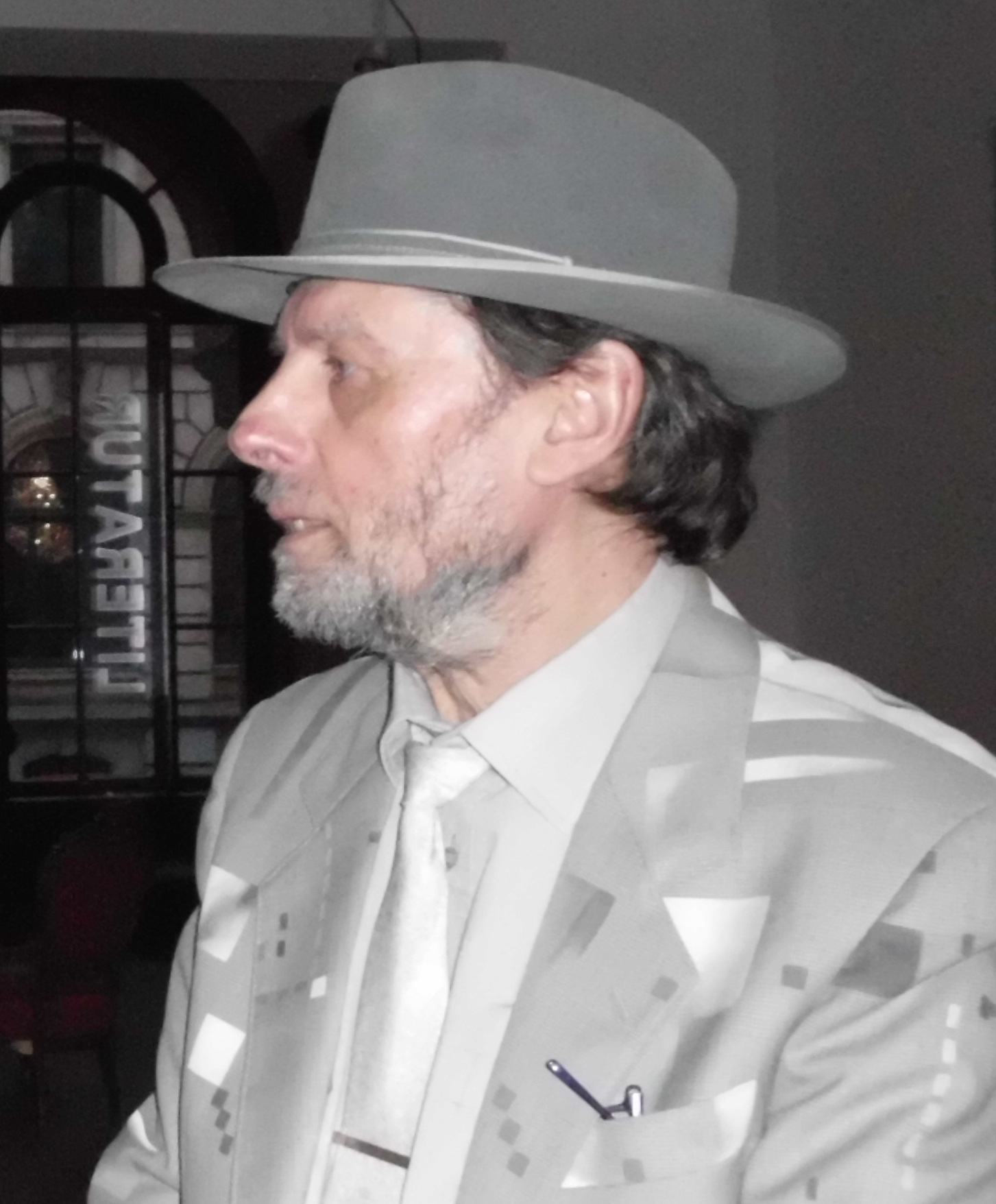
Robert Titze in seiner Vernissage am 9. Februar 2014 im Hannoverschen Künstlerverein

Robert Titze (* 6. August 1947 in Fümmelse bei Wolfenbüttel; † 1. Juni 2022) war ein deutscher Maler und Objekt-Künstler aus Hannover.

## Leben
Robert Titze studierte an der Werk-Kunstschule Hildesheim von 1966 bis 1970. Seit 1971 lebte und arbeitete er in Hannover.
Robert Titze war Mitglied im Hannoverschen Künstlerverein.

„Titzes kritische Reflexion zur Wegwerfgesellschaft verbindet sich mit seiner Verwandlungskunst: Das ist mehr als der oft schon zum Alibi verkommene Recyclinggedanke. Denn die Gegenstände werden nicht zu Material reduziert und zur Unkenntlichkeit eingestampft, sondern als solche in ihrer Dinghaftigkeit ernstgenommen. Zu diesem Zweck hat Titze sich hauptsächlich auf die Zeitepoche des letzten Jahrhundertanfangs beschränkt. Das geschieht nicht nostalgisch-epigonal, indem nur das Alte bewahrt wird. Nein. Es wird im doppelten Sinne aufgehoben: bewahrt als Zitat einer vergangenen Zeitepoche, deren Stil erkennbar wird und zugleich verschwindet in einem veränderten neuen Kunstwerk mit der Handschrift Robert Titzes, lesbar als neue Struktur, die zur Zeit des Gegenstandes undenkbar gewesen wäre, weil es die Echtheit vorspiegelnde Plastikwelt noch nicht gab. Ein neuer Stil ist entstanden.“

## Ausstellungen
- 1981: Gemeinschaftsausstellung im Kongresszentrum Hamburg
- 1994: Einzelausstellung im Forum Siemens Hannover
- 1997: Gemeinschaftsausstellung: „Auf dem Weg gebracht“ Paul König und seine Schüler im Roemer- und Pelizaeus-Museum Hildesheim
- 2001: Einzelausstellung im „Garten der geliebten Steine“ Paschenburg
- 2005: Einzelausstellung Malerei & Mobiliar, IG BCE Hannover
- 2009: Modeschau, Wilhelm-Busch-Museum, „Schick & Schrill“, zweiter Preis
- 2014: Einzelausstellung: Robert Titze, Hannoverscher Künstlerverein
- 2014: Gemeinschaftsausstellung: Gerechtigkeit im Bild - Immagini di giustizia, Hannoverscher Künstlerverein, Künstlerhaus[3]
- 2017: Titelblatt des Programmheftes des 5. Festivals der Philosophie Hannover mit dem Bild: Tagebuchbild, Mischtechnik, 118 × 80 cm, 1974–84
- 2017: Einzelausstellung: Verwandlungskunst, im Küchengartenpavillon, Linden
- 2017: Gemeinschaftsausstellung: Bilder der Freiheit in Roemer- und Pelizaeus-Museum Hildesheim. Katalog: Assunta Verrone (Hrsg.) ISBN 978-3-00-053492-8[4]
- 2018: Gemeinschaftsausstellung: Jenseits des Spiegels – Das unvollkommene Ich, Willehadi-Kirche.[5]
- 2018: Gemeinschaftsausstellung: Ort der verlorenen Dinge, Neues Rathaus Hannover[6]